# Monte San Biagio
Pour les articles homonymes, voir San Biagio.
Monte San Biagio est une commune italienne d'environ 6 000 habitants, située dans la province de Latina, dans la région Latium, en Italie centrale.

## Monuments et patrimoine

### Personnalités
- Andrea Carnevale
- Erika (chanteuse italienne)

## Administration
| Période                                  | Période | Identité | Étiquette | Qualité |
| ---------------------------------------- | ------- | -------- | --------- | ------- |
|                                          |         |          |           |         |
| Les données manquantes sont à compléter. |         |          |           |         |

### Communes limitrophes
Amaseno, Fondi, Sonnino, Terracina, Vallecorsa